# Malta (Paraíba)
Malta is een gemeente in de Braziliaanse deelstaat Paraíba. De gemeente telt 5.800 inwoners (schatting 2009).
De gemeente grenst aan Vista Serrana, Catingueira, Santa Teresinha, Patos, São José de Espinharas en Condado.